# Kossi Noutsoudje
Kossi Noutsoudje (16 de outubro de 1977) é um ex-futebolista profissional togolês que atuava como atacante.

## Carreira
Kossi Noutsoudje representou o elenco da Seleção Togolesa de Futebol no Campeonato Africano das Nações de 1998 e 2002.